# Encinas de Abajo
Encinas de Abajo é um município da Espanha na província de Salamanca, comunidade autónoma de Castela e Leão, de área 20,86 km² com população de 638 habitantes (2007) e densidade populacional de 31,03 hab/km².

## Demografia
| Variação demográfica do município entre 1991 e 2004 | Variação demográfica do município entre 1991 e 2004 | Variação demográfica do município entre 1991 e 2004 | Variação demográfica do município entre 1991 e 2004 |
| --------------------------------------------------- | --------------------------------------------------- | --------------------------------------------------- | --------------------------------------------------- |
| 1991                                                | 1996                                                | 2001                                                | 2004                                                |
| 765                                                 | 689                                                 | 659                                                 | 647                                                 |